# Kamehameha II
Pour les articles homonymes, voir Kamehameha.
Kamehameha II (en prononciation hawaïenne : /kəmehəˈmɛhə/), en hawaïen : Kalaninui kua Liholiho i ke kapu ʻIolani, né sous le nom de Liholiho le 1er novembre 1797 à Hilo (Hawaï) et mort le 14 juillet 1824 à Londres (Royaume-Uni), est le deuxième roi d'Hawaï du décès de son père, le 8 mai 1819, jusqu'à sa mort. Fils aîné et successeur de Kamehameha Ier, fondateur de la monarchie hawaïenne, et de sa femme la reine Keōpūolani. Dès l'âge de cinq ans, il est promis à monter sur le trône à la suite de son père. 
Sous son règne, Kamehameha II s'est rendu célèbre pour avoir brisé l'ancien kapu (tabou), système de lois religieuses qui imposait aux femmes d'être séparées des hommes lors des repas, six mois après son accession au trône. Ce fut aussi pendant son règne que les premiers missionnaires chrétiens débarquèrent aux îles Hawaï et le royaume devint officiellement un État chrétien de conviction protestante. Ses courtes années de règne sont également marquées par l'influence des anciennes épouses de son père, les reines douairières, en particulier la reine Ka'ahumanu, favorite de l'ancien roi, qui occupe pendant le règne de son beau-fils le poste de Kuhina Nui, l'équivalent d'un Premier ministre.
En novembre 1823, Kamehameha II et son épouse, Kamāmalu, voyagent à Londres afin de terminer les négociations d'une alliance entre Hawaï et le Royaume-Uni. Cependant, avant de pouvoir rencontrer le roi George IV, lui et sa femme attrapent la rougeole contre laquelle ils ne sont pas immunisés. Kamehameha II et son épouse meurent le 14 juillet 1824. N'ayant pas d'enfants, c'est son jeune frère, Kamehameha III, qui lui succède sur le trône d'Hawaï.

## Biographie

### Jeunesse et éducation
Iolani Liholiho (futur Kamehameha II) est né vers 1797 à Hilo, sur l'île d'Hawaiʻi. Son premier prénom de naissance (Iolani) signifie "faucon royal" tandis que son deuxième prénom (Liholiho) est une contraction de Kalaninuiliholiho (le grand noir du ciel). Il est le fils aîné de Kamehameha Ier, alors roi de l'île d'Hawaï, et de l'une de ses épouses, Keōpūolani. Il était initialement prévu qu'il naisse sur le site de naissance de Kūkaniloko sur l'île d'Oahu, mais la maladie de la reine l'a empêché de voyager. 
Confié au serviteur de confiance de son père, Hanapi, qui a emmené le prince pour l'élever dans les terres de Kalaoa à Hilo Paliku, il a été repris, au bout de cinq ou six mois, par sa grand-mère maternelle Kekuʻiapoiwa Liliha, parce qu'elle sentait qu'il ne recevait pas l'éducation nécessaire pour un futur monarque. Kamehameha l'a alors confié à sa principale épouse, la reine Ka'ahumanu, qui devient la tutrice officielle de Liholiho. Prenant soin de son éducation, cette dernière fait appel à un Français, Jean-Baptiste Rives, qui enseigne aux princes royaux un peu d'anglais et de français. Par la suite, ce dernier devient un ami proche du prince. Parmi l'entourage du futur Kamehameha II, d'autres compagnons sont inclus comme Charles Kanaina, Kekūanāoa (en) et son cousin Gideon Peleioholani Laanui (en).

### Règne

#### Accession au trône

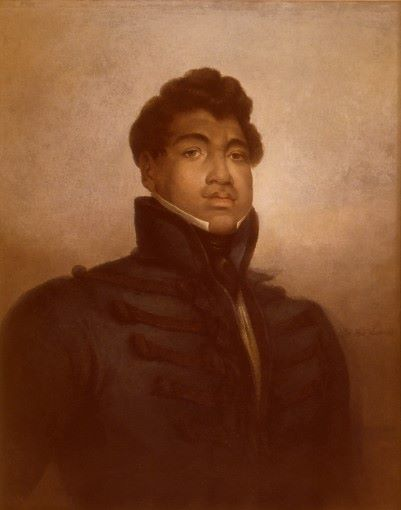
Portrait du roi Kamehameha II.

Liholiho hérite officiellement du trône à la mort de Kamehameha Ier en mai 1819. Cependant, la reine Ka'ahumanu n'avait aucune intention de lui laisser un véritable pouvoir absolu. Quand Liholiho, désormais Kamehameha II, a navigué vers les rives de Kailua-Kona (la capitale à l'époque), sa belle-mère l'a accueilli vêtu de la cape rouge royale de Kamehameha et a annoncé aux personnes présentes sur le rivage : "Nous gouvernerons tous les deux le pays." 
Kamehameha II, jeune et inexpérimenté, n'avait pas d'autre choix. De plus, Ka'ahumanu, s'étant occuper de l'éducation du jeune prince, exerce depuis toujours une réelle influence sur ce dernier. Parmi diverses autres conditions, il dut accepter d'avoir un rôle plus cérémonial ; le pouvoir administratif est donc assumé par sa belle-mère qui prend le titre de Kuhina Nui (Premier ministre).

#### Premières mesures
Le règne de Kamehameha II est marqué par la promulgation de nombreuses lois sur les mœurs régissant en particulier les relations entre les deux sexes et le statut de la femme dans la société hawaïenne, dont : interdiction de la consommation de bananes pour les femmes et interdiction pour les hommes de manger à la même table que les femmes. Également, à l'arrivée des missionnaires chrétiens, on favorise l'abandon de l'ancienne religion au profit du christianisme ainsi que le développement d'une langue hawaïenne écrite. Ces efforts conduisent le pays à connaître l'un des plus forts taux d'alphabétisation dans le monde (au-dessus de 90% dans la seconde moitié du XIXe) mais également à renforcer et à consolider le gouvernement en donnant un support écrit aux pouvoirs et devoirs du roi par exemple.
L'ouverture des îles au monde extérieur représente pour les indigènes un véritable cataclysme. Le contact avec les Européens provoque une série de pandémies qui éradiquent une importante partie de la population. Ainsi, alors qu'en 1778, ceux-ci représentaient 128.000 individus, en 1920, ils n'étaient plus que 24 000 dont la plupart vivent séparés de la civilisation (occidentale), dans des villages reculés.

#### Gestion de l'armée
Lorsque Kamehameha Ier mourut, il laissa à son fils un vaste arsenal militaire avec des dizaines de milliers de soldats ainsi que de nombreux navires de guerre. Ce qui permit au jeune roi de contenir les révoltes de 1819 puis de 1824 assez aisément. La forte diminution de la population hawaïenne causée par les nombreuses épidémies força l'armée à se rétrécir. 

#### Influence de Ka'ahumanu et christianisation du royaume

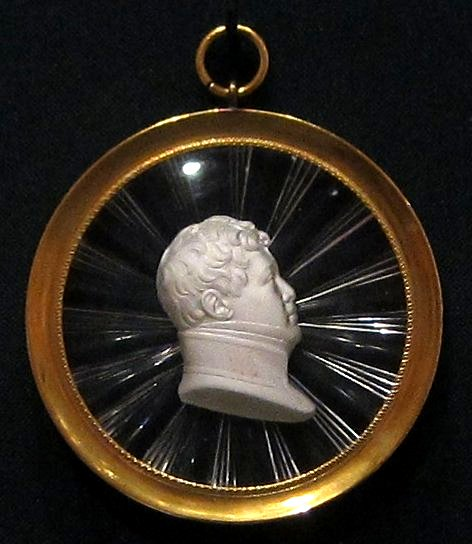
Médaillon à l'effigie du roi Kamehameha II (1824).

Ka'ahumanu, très influente, se convertit au protestantisme, et encourage ses sujets à se faire baptiser. Elle présente ainsi, avec l'accord de Kamehameha II, son premier code juridique, basé sur une éthique chrétienne et les dix commandements. Elle est elle-même à l'église de Kawaiahaʻo, comme tout le reste de la famille royale, et prend le nom d'Elizabeth. Les missionnaires américains tout juste arrivés commencèrent l'évangélisation de l'île avec le soutien du pouvoir royal. Ceux-là, ainsi que leurs descendants devinrent une élite puissance et fournirent de nombreux conseillers en chefs et des membres des cabinets au roi tout en dominant la classe professionnelle et marchande dans les villes. L'arrivée de ces nouvelles élites fut également marquée par l'importation des habitudes culinaires de celles-ci. 
Le pays devenant un État chrétien, le roi, déjà opposé à la polygamie, l'interdit officiellement. Cette décision fut acclamée et largement acceptée par la société hawaïenne réformée. 

### Fin de vie

#### Le voyage vers l'Angleterre
Le 16 avril 1822, le missionnaire anglais William Ellis arriva avec une goélette Prince Regent de six canons pour compléter sa collection croissante de navires. C'était un cadeau du roi George IV, et Kamehameha II écrivit donc à ce dernier pour le remercier, demandant des relations diplomatiques plus étroites. Le roi voulait voyager à Londres, mais tous ses conseillers, y compris Ka'ahumanu, étaient opposés à l'idée. Après la mort de sa mère Keōpūolani le 16 septembre 1823, il se décide à partir.
En novembre 1823, Kamehameha II et son épouse la reine Kamāmalu commandèrent le baleinier britannique L'Aigle sous les ordres du capitaine Valentine Starbuck pour les transporter à Londres. Le couple royal est accompagné de Rives, du noble Boki et de sa femme Kuini Liliha, et d'autres nobles et serviteurs, y compris John Young, l'ancien conseiller de son père. 
Comme Ellis voulait de toute façon retourner en Angleterre, il proposa d'être le traducteur et le guide du couple royal, mais le capitaine Starbuck refusa. De toute façon, Rives s'imposa naturellement en tant que traducteur pour le roi.
En février 1824, ils arrivèrent à Rio de Janeiro dans le nouvel empire indépendant du Brésil où ils rencontrèrent l'empereur Pierre Ier. L'empereur a donné à Kamehameha II une épée cérémonielle incrustée de diamants avec une gaine en or, et en retour, il a été présenté avec un manteau de plumes hawaïen indigène fabriqué à partir de plumes d'oiseaux tropicaux rares. La reine Kamāmalu reçoit quant à elle une bague en diamant et en retour, elle offre un collier de plumes jaunes. 

#### Arrivée en Grande-Bretagne

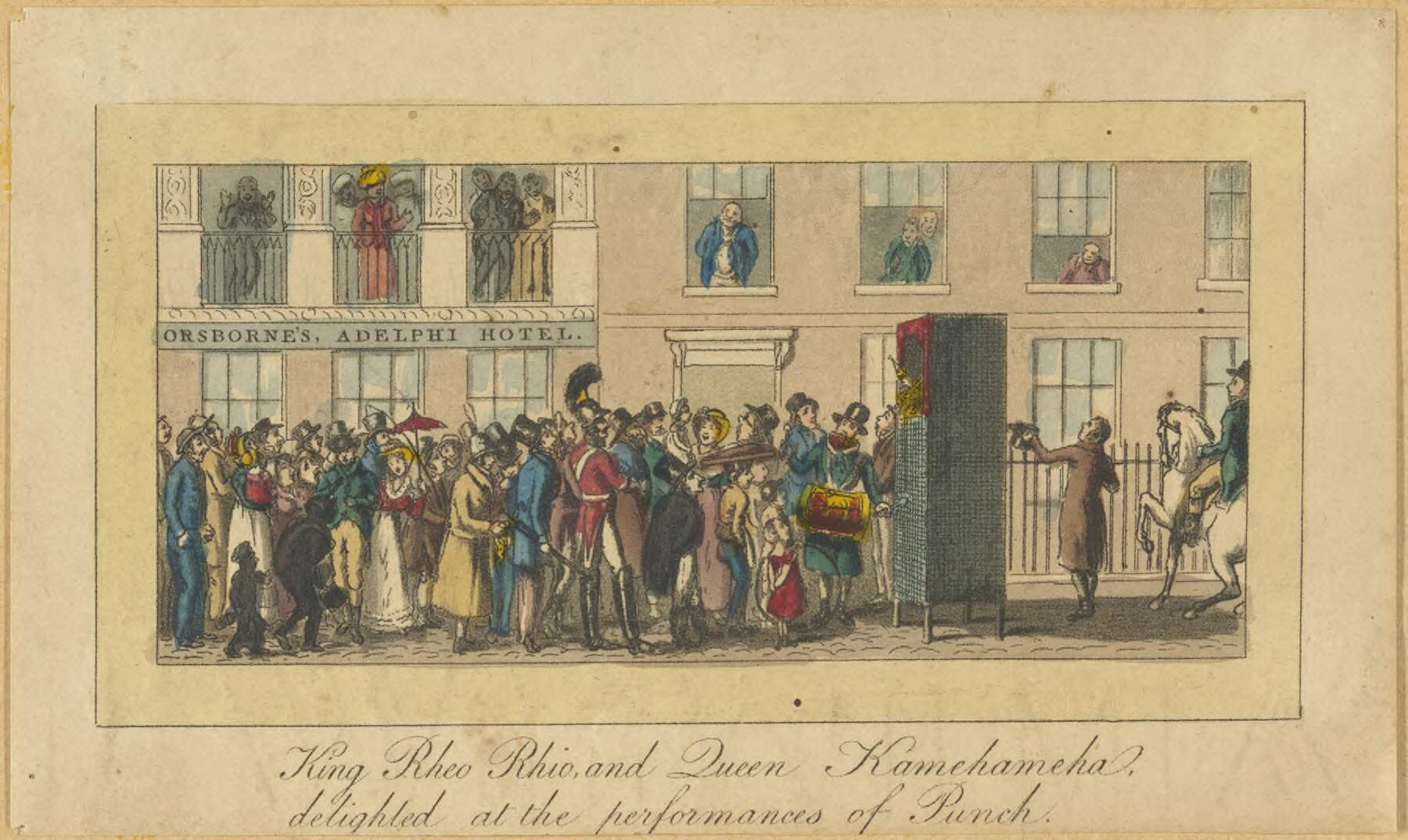
Les habitants de Londres venus acclamer le roi et la reine d'Hawaï (1824).

Ils arrivèrent le 17 mai 1824 à Portsmouth et le lendemain s'installèrent à l'hôtel Caledonian à Londres. Le ministre des Affaires étrangères George Canning a nommé Frederick Gerald Byng pour superviser leur visite. Leur arrivée a été accueillie par la presse locale avec un mélange de curiosité et de dérision. Ils ne savaient pas trop comment appeler le roi, épelant son nom de naissance «Liholiho» de diverses manières, par exemple «Rheo Rhio». Byng s'est assuré qu'ils auraient une tenue appropriée pour toutes leurs apparitions publiques.
Le 28 mai, une réception avec 200 invités, dont plusieurs ducs, a eu lieu en leur honneur. Ils ont visité Londres, visitant l'abbaye de Westminster. Ils ont ensuite assisté à l'opéra et au ballet au Royal Opera Houseà Covent Garden le 31 mai et au Theatre Royal de Drury Lane le 4 juin au Royal Box. 

#### Suite du séjour et décès

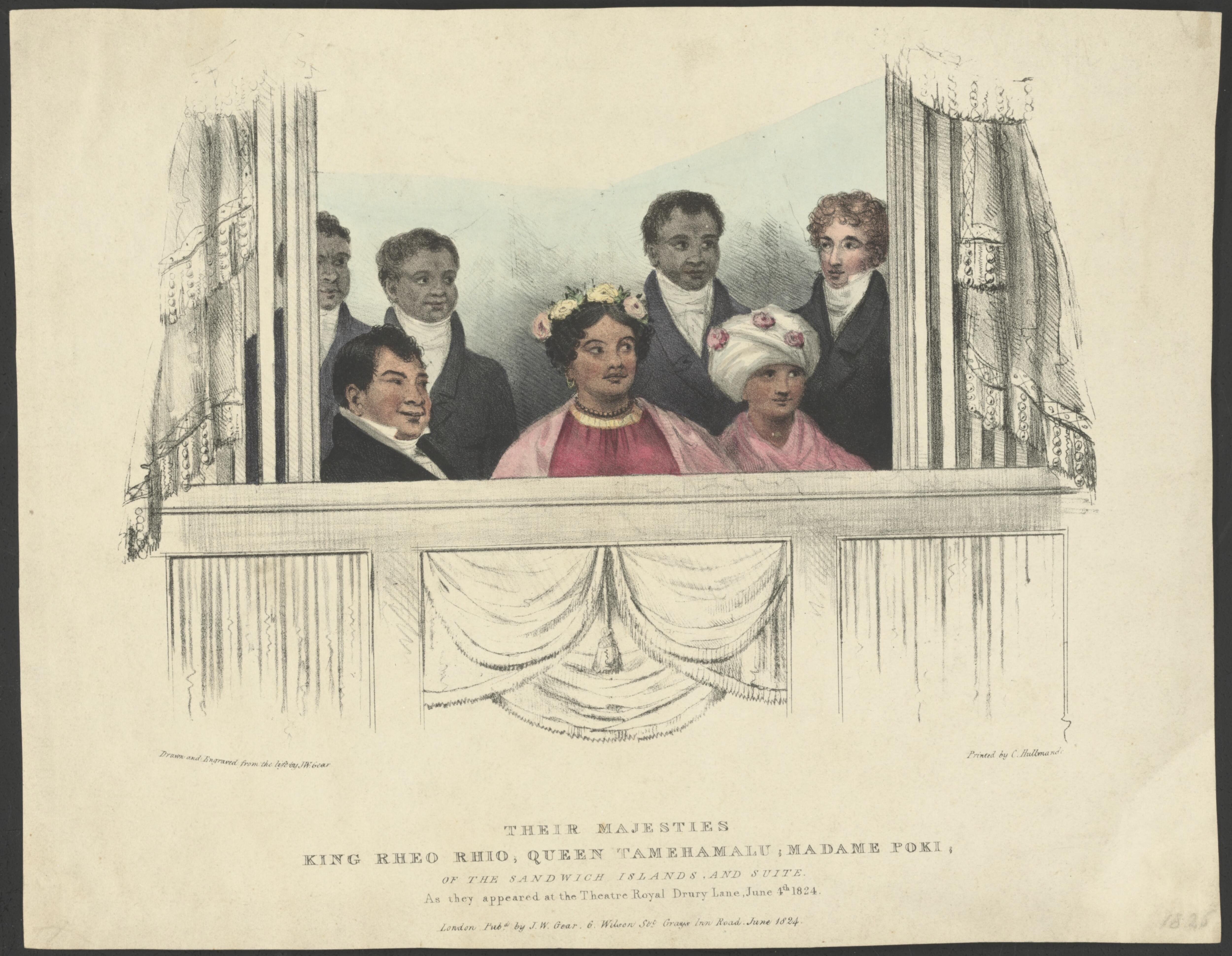
Le roi et la reine au théâtre de Londres

Le roi George IV a finalement programmé une réunion pour le 21 juin, mais elle a dû être retardée car la reine Kamāmalu est tombé malade. Le corps diplomatique hawaïen avait attrapé la rougeole, contre laquelle ils n'avaient aucune immunité. Ils ont probablement contracté la maladie lors de leur visite du 5 juin à l'asile militaire royal (maintenant l'école militaire royale du duc d'York). Kamāmalu mourut le 8 juillet 1824 à Londres. Kamehameha II, affligé de chagrin, mourut six jours plus tard le 14 juillet 1824 de la même maladie. 
De vastes foules se sont alignées lorsqu'il a été mis en état à l'hôtel Caledonian le 17 juillet. Le 18 juillet, les corps ont été placés dans la crypte de l'église St Martin-in-the-Fields où ils attendaient d'être ramenés chez eux. Le noble Boki a pris la tête de la délégation et a finalement eu une audience avec le roi George IV. John Young, avec des compétences linguistiques supérieures en anglais, s'est vu confier les lettres officielles d'introduction et a servi de nouveau traducteur. Rives et Starbuck ont été accusés d'avoir mal dépensé le trésor royal et sont partis.
En août 1824, les dépouilles royales retournèrent à Hawaï à bord de l'énorme frégate de la Royal Navy HMS Blond sous le commandement du capitaine George Anson Byron. 
Le blond est rentré à Honolulu le 6 mai 1825. Ils ont été enterrés sur le terrain du ʻIolani Palace dans une maison de corail censée être la version hawaïenne des tombes que Liholiho avait vues à Londres. Ils ont finalement été transférés au mausolée royal d'Hawaï connu sous le nom de Mauna ʻAla. Kamehameha II, mort sans descendance, a été remplacé par son jeune frère Kauikeaouli, qui est devenu le roi Kamehameha III.

## Ascendance
|  |                                                              |  |  |  |  |  |  |  |  |  |  |  |  |  |  |  |
|  | 16. Roi Keaweikekahialiʻiokamoku de l'Île d'Hawaï            |  |  |  |  |  |  |  |  |  |  |  |  |  |  |  |
|  |                                                              |  |  |  |  |  |  |  |  |  |  |  |  |  |  |  |
|  |                                                              |  |  |  |  |  |  |  |  |  |  |  |  |  |  |  |
|  | 8. Prince Keʻeaumoku Nui de l'Île d'Hawaï                    |  |  |  |  |  |  |  |  |  |  |  |  |  |  |  |
|  |                                                              |  |  |  |  |  |  |  |  |  |  |  |  |  |  |  |
|  |                                                              |  |  |  |  |  |  |  |  |  |  |  |  |  |  |  |
|  | 17. Princesse Kalanikauleleaiwi de l'Île d'Hawaï             |  |  |  |  |  |  |  |  |  |  |  |  |  |  |  |
|  |                                                              |  |  |  |  |  |  |  |  |  |  |  |  |  |  |  |
|  |                                                              |  |  |  |  |  |  |  |  |  |  |  |  |  |  |  |
|  | 4. Aliʻi Nui Keōua Kalanikupuapaʻikalaninui de Kohala        |  |  |  |  |  |  |  |  |  |  |  |  |  |  |  |
|  |                                                              |  |  |  |  |  |  |  |  |  |  |  |  |  |  |  |
|  |                                                              |  |  |  |  |  |  |  |  |  |  |  |  |  |  |  |
|  | 18. Aliʻi Nui Ku-a-Nuʻuanau de Oʻahu                         |  |  |  |  |  |  |  |  |  |  |  |  |  |  |  |
|  |                                                              |  |  |  |  |  |  |  |  |  |  |  |  |  |  |  |
|  |                                                              |  |  |  |  |  |  |  |  |  |  |  |  |  |  |  |
|  | 9. Aliʻi Nui Kamakaʻimoku de Oʻahu                           |  |  |  |  |  |  |  |  |  |  |  |  |  |  |  |
|  |                                                              |  |  |  |  |  |  |  |  |  |  |  |  |  |  |  |
|  |                                                              |  |  |  |  |  |  |  |  |  |  |  |  |  |  |  |
|  | 19. Aliʻi Nui Umiula-a-Kaʻahumanu de Kohala                  |  |  |  |  |  |  |  |  |  |  |  |  |  |  |  |
|  |                                                              |  |  |  |  |  |  |  |  |  |  |  |  |  |  |  |
|  |                                                              |  |  |  |  |  |  |  |  |  |  |  |  |  |  |  |
|  | 2. Roi Kamehameha I d'Hawaï                                  |  |  |  |  |  |  |  |  |  |  |  |  |  |  |  |
|  |                                                              |  |  |  |  |  |  |  |  |  |  |  |  |  |  |  |
|  |                                                              |  |  |  |  |  |  |  |  |  |  |  |  |  |  |  |
|  | 20. Aliʻi Nui Kauaua-a-Mahi de Kohala                        |  |  |  |  |  |  |  |  |  |  |  |  |  |  |  |
|  |                                                              |  |  |  |  |  |  |  |  |  |  |  |  |  |  |  |
|  |                                                              |  |  |  |  |  |  |  |  |  |  |  |  |  |  |  |
|  | 10. Aliʻi Nui Haʻae-a-Mahi de Kohala                         |  |  |  |  |  |  |  |  |  |  |  |  |  |  |  |
|  |                                                              |  |  |  |  |  |  |  |  |  |  |  |  |  |  |  |
|  |                                                              |  |  |  |  |  |  |  |  |  |  |  |  |  |  |  |
|  | 21. Princesse Kalanikauleleaiwi de l'Île d'Hawaï (= 17)      |  |  |  |  |  |  |  |  |  |  |  |  |  |  |  |
|  |                                                              |  |  |  |  |  |  |  |  |  |  |  |  |  |  |  |
|  |                                                              |  |  |  |  |  |  |  |  |  |  |  |  |  |  |  |
|  | 5. Aliʻi Nui Kekuʻiapoiwa II de Kailua-Kona                  |  |  |  |  |  |  |  |  |  |  |  |  |  |  |  |
|  |                                                              |  |  |  |  |  |  |  |  |  |  |  |  |  |  |  |
|  |                                                              |  |  |  |  |  |  |  |  |  |  |  |  |  |  |  |
|  | 22. Roi Keaweikekahialiʻiokamoku de l'Île d'Hawaï (= 16)     |  |  |  |  |  |  |  |  |  |  |  |  |  |  |  |
|  |                                                              |  |  |  |  |  |  |  |  |  |  |  |  |  |  |  |
|  |                                                              |  |  |  |  |  |  |  |  |  |  |  |  |  |  |  |
|  | 11. Princesse Kekelakekeokalani-a-Keawe de l'Île d'Hawaï     |  |  |  |  |  |  |  |  |  |  |  |  |  |  |  |
|  |                                                              |  |  |  |  |  |  |  |  |  |  |  |  |  |  |  |
|  |                                                              |  |  |  |  |  |  |  |  |  |  |  |  |  |  |  |
|  | 23. Princesse Kalanikauleleaiwi de l'Île d'Hawaï (= 17)      |  |  |  |  |  |  |  |  |  |  |  |  |  |  |  |
|  |                                                              |  |  |  |  |  |  |  |  |  |  |  |  |  |  |  |
|  |                                                              |  |  |  |  |  |  |  |  |  |  |  |  |  |  |  |
|  | 1. Kamehameha II d'Hawaï                                     |  |  |  |  |  |  |  |  |  |  |  |  |  |  |  |
|  |                                                              |  |  |  |  |  |  |  |  |  |  |  |  |  |  |  |
|  |                                                              |  |  |  |  |  |  |  |  |  |  |  |  |  |  |  |
|  | 24. Prince Kalaninuiamamao de l'Île d'Hawaï                  |  |  |  |  |  |  |  |  |  |  |  |  |  |  |  |
|  |                                                              |  |  |  |  |  |  |  |  |  |  |  |  |  |  |  |
|  |                                                              |  |  |  |  |  |  |  |  |  |  |  |  |  |  |  |
|  | 12. Roi Kalaniopu'u de l'Île d'Hawaï                         |  |  |  |  |  |  |  |  |  |  |  |  |  |  |  |
|  |                                                              |  |  |  |  |  |  |  |  |  |  |  |  |  |  |  |
|  |                                                              |  |  |  |  |  |  |  |  |  |  |  |  |  |  |  |
|  | 25. Aliʻi Nui Kamakaʻimoku de Oʻahu (= 9)                    |  |  |  |  |  |  |  |  |  |  |  |  |  |  |  |
|  |                                                              |  |  |  |  |  |  |  |  |  |  |  |  |  |  |  |
|  |                                                              |  |  |  |  |  |  |  |  |  |  |  |  |  |  |  |
|  | 6. Roi Kīwalaʻō de l'Île d'Hawaï                             |  |  |  |  |  |  |  |  |  |  |  |  |  |  |  |
|  |                                                              |  |  |  |  |  |  |  |  |  |  |  |  |  |  |  |
|  |                                                              |  |  |  |  |  |  |  |  |  |  |  |  |  |  |  |
|  | 26. Roi Kekaulike de Maui                                    |  |  |  |  |  |  |  |  |  |  |  |  |  |  |  |
|  |                                                              |  |  |  |  |  |  |  |  |  |  |  |  |  |  |  |
|  |                                                              |  |  |  |  |  |  |  |  |  |  |  |  |  |  |  |
|  | 13. Princesse Kalola Pupuka-o-Honokawailani de Maui          |  |  |  |  |  |  |  |  |  |  |  |  |  |  |  |
|  |                                                              |  |  |  |  |  |  |  |  |  |  |  |  |  |  |  |
|  |                                                              |  |  |  |  |  |  |  |  |  |  |  |  |  |  |  |
|  | 27. Princesse Kekuʻiapoiwa de Maui                           |  |  |  |  |  |  |  |  |  |  |  |  |  |  |  |
|  |                                                              |  |  |  |  |  |  |  |  |  |  |  |  |  |  |  |
|  |                                                              |  |  |  |  |  |  |  |  |  |  |  |  |  |  |  |
|  | 3. Princesse Keōpūolani de l'Île d'Hawaï                     |  |  |  |  |  |  |  |  |  |  |  |  |  |  |  |
|  |                                                              |  |  |  |  |  |  |  |  |  |  |  |  |  |  |  |
|  |                                                              |  |  |  |  |  |  |  |  |  |  |  |  |  |  |  |
|  | 28. Prince Keʻeaumoku Nui de l'Île d'Hawaï (= 8)             |  |  |  |  |  |  |  |  |  |  |  |  |  |  |  |
|  |                                                              |  |  |  |  |  |  |  |  |  |  |  |  |  |  |  |
|  |                                                              |  |  |  |  |  |  |  |  |  |  |  |  |  |  |  |
|  | 14. Aliʻi Nui Keōua Kalanikupuapaʻikalaninui de Kohala (= 4) |  |  |  |  |  |  |  |  |  |  |  |  |  |  |  |
|  |                                                              |  |  |  |  |  |  |  |  |  |  |  |  |  |  |  |
|  |                                                              |  |  |  |  |  |  |  |  |  |  |  |  |  |  |  |
|  | 29. Aliʻi Nui Kamakaʻimoku de Oʻahu (= 9)                    |  |  |  |  |  |  |  |  |  |  |  |  |  |  |  |
|  |                                                              |  |  |  |  |  |  |  |  |  |  |  |  |  |  |  |
|  |                                                              |  |  |  |  |  |  |  |  |  |  |  |  |  |  |  |
|  | 7. Aliʻi Nui Kekuʻiapoiwa Liliha de l'Île d'Hawaï            |  |  |  |  |  |  |  |  |  |  |  |  |  |  |  |
|  |                                                              |  |  |  |  |  |  |  |  |  |  |  |  |  |  |  |
|  |                                                              |  |  |  |  |  |  |  |  |  |  |  |  |  |  |  |
|  | 30. Roi Kekaulike de Maui (= 26)                             |  |  |  |  |  |  |  |  |  |  |  |  |  |  |  |
|  |                                                              |  |  |  |  |  |  |  |  |  |  |  |  |  |  |  |
|  |                                                              |  |  |  |  |  |  |  |  |  |  |  |  |  |  |  |
|  | 15. Princesse Kalola Pupuka-o-Honokawailani de Maui (= 13)   |  |  |  |  |  |  |  |  |  |  |  |  |  |  |  |
|  |                                                              |  |  |  |  |  |  |  |  |  |  |  |  |  |  |  |
|  |                                                              |  |  |  |  |  |  |  |  |  |  |  |  |  |  |  |
|  | 31. Princesse Kekuʻiapoiwa de Maui (= 27)                    |  |  |  |  |  |  |  |  |  |  |  |  |  |  |  |
|  |                                                              |  |  |  |  |  |  |  |  |  |  |  |  |  |  |  |
|  |                                                              |  |  |  |  |  |  |  |  |  |  |  |  |  |  |  |